# Nyhemsskolan

Nyhemsskolan är en skolbyggnad i Halmstad.
Den första byggnaden på platsen var ett trähus som uppfördes 1906 och från början innehöll 2 skolsalar och lärarbostäder. En ny huvudbyggnad i sten uppfördes i två etapper 1907 och 1912 innehållande 12 lärosalar, skolkök och vaktmästarbostad. 1927 uppfördes även en gymnastiksal och träslöjdssal.
År 2016 går det cirka 200 elever på skolan i klasserna 0–5. Enligt beslut i Barn- och ungdomsnämnden skall skolan byggas ut till en skola för cirka 500 elever i klasserna 0–6. Skolan har en språkprofil och använder sig av teckenspråk i den dagliga undervisningen för alla elever. Barn med behov av extra stöd inkluderas i skolans vanliga klasser.